# Fedeltà
La fedeltà è una virtù, un impegno morale o il concetto di rimanere leali a qualcuno o qualcosa, e mettere in pratica tale lealtà indipendentemente dalle circostanze attenuanti. In questo caso, una persona o una collettività di persone si vincolano affinché un legame o un obbligo verso un'altra persona o collettività di persone sia valido e mutuo. Esso si basa sulla fiducia ma non ne è strettamente legato.

## Nei rapporti sociali
Per quanto riguarda i rapporti che intercorrono fra esseri umani, considerando la cultura occidentale il termine può riferirsi alla monogamia, dove la fedeltà viene vista come divieto di adulterio, ma anche in culture poligamiche esistono varie forme di negazione del tradimento affettivo. Esso per diversi anni (soprattutto nella seconda metà del XIX secolo in Francia e durante gli anni quaranta e cinquanta negli Stati Uniti e altrove), ha dato luogo in sede di giudizio criminale a sconti di pena, con il cosiddetto "delitto passionale" o "delitto d'onore", poiché il tradimento della fiducia da parte dell'infedele verso il fedele (alla coppia) è servito da giustificazione del crimine.
La mancanza di fedeltà all'interno della coppia quale attenuante (ovviamente quando sfocia in un crimine) è stata abolita dal codice francese nel 1970. In Italia, il dibattito e le sentenze della Corte Costituzionale durante tutti gli anni 1960 portarono a un'abolizione di queste attenuanti, sancita per iscritto però solo nel 1981 (con la legge n. 442 del 5 agosto).

## In letteratura e nel cinema
(Oscar Wilde in Il ritratto di Dorian Gray)
Molti scrittori e poeti usano parlare o discutere della fedeltà, sia in termini di commedia sia quale spunto per tragedie, attraverso loro aforismi, o direttamente quale oggetto delle loro opere.
Si pensi ad alcune opere di Shakespeare (cominciando da Otello, dramma su una presunta infedeltà). È inoltre celebre l'opera di Josiah Royce (1855-1916), Filosofia della fedeltà (titolo originale Philosophy of Loyalty), in cui si sottolinea l'importanza della fedeltà quale causa che la persona deve scegliere in piena libertà.
Un caso notorio di film sul tema della fedeltà e sull'istituto del delitto passionale è Divorzio all'italiana (1961) di Pietro Germi.
Nonostante una certa somiglianza concettuale, il termine non deve confondersi con lealtà. La fedeltà può essere intesa anche tra un essere umano e il suo animale: il cane che gli dà rispetto e non lo lascia mai solo e, per quello che può, lo aiuta sempre è forse il miglior esempio per spiegare il termine "fedeltà".

## Nell'audio e nell'elettronica
Nell'audio, il termine "fedeltà" si riferisce a all'accuratezza con cui una copia riproduce la sua fonte. Ad esempio, un disco da grammofono consumato avrà una fedeltà inferiore rispetto a uno in buone condizioni, e una registrazione fatta da una società discografica a basso budget all'inizio del XX secolo avrà probabilmente meno fedeltà audio rispetto a una buona registrazione moderna. Negli anni '50, i termini "alta fedeltà" o "hi-fi" erano utilizzati per riferirsi ad apparecchiature e registrazioni che sviluppavano una riproduzione del suono molto accurata. Analogamente in elettronica, la fedeltà si riferisce alla corrispondenza del segnale in uscita con il segnale di ingresso, piuttosto che alla qualità del suono, come nella popolare tecnologia di connessione Internet chiamata "Wi-Fi".